# Turkije op het Eurovisiesongfestival 1987
Turkije nam deel aan het Eurovisiesongfestival 1987 in Brussel, België. Het was de 10de deelname van het land aan het Eurovisiesongfestival. Het lied werd gekozen door middel van een nationale finale. 

## Selectieprocedure
De kandidaat voor Turkije op het Eurovisiesongfestival werd gekozen door een nationale finale die plaatsvond op 21 februari 1987 in de studio's van de nationale omroep TRT. In totaal werden er 10 liedjes gekozen die deelnamen aan de finale. De winnaar werd gekozen door een jury.
| Volgorde | Artiest                                                                | Lied                       | Punten | Plaats |
| -------- | ---------------------------------------------------------------------- | -------------------------- | ------ | ------ |
| 1        | Seden Kutlubay, Vedat Sakman & Grup Piramit                            | Hayat pencerenin dışında   | 0      | 3      |
| 2        | Denk                                                                   | Paydos                     | 2      | 2      |
| 3        | Arzu, Rüya, Fatih & Harun                                              | Keloğlan                   | 0      | 3      |
| 4        | Kayahan Açar, Nilüfer Yumlu, Emel Müftüoğlu, Erdal Çelik, Yeşim & Ayşe | Güneşli bir resim çiz bana | 0      | 3      |
| 5        | Fatih Erkoç                                                            | Dünya barışı için          | 0      | 3      |
| 6        | Aşkın Nur Yengi, Harun Kolçak & Grup Periyod                           | Güzel şeyler söyle         | 0      | 3      |
| 7        | Mazhar-Fuat-Özkan                                                      | No problem                 | 0      | 3      |
| 8        | Ahmet Özhan                                                            | Gülümse biraz              | 0      | 3      |
| 9        | Arzu Ece & Cihan Okan                                                  | Bir gün bize yetmez        | 0      | 3      |
| 10       | Seyyal Taner & Lokomotif                                               | Şarkım sevgi üstüne        | 14     | 1      |

## In Brussel
In België trad Turkije als 10de land aan, net na Spanje en voor Griekenland. Op het einde van de stemming bleek Turkije geen enkel punt had weten te bemachtigen en zodoende als 22ste en laatste was geëindigd.

### Gekregen punten

#### Finale
| 12 punten | 10 punten | 8 punten | 7 punten | 6 punten |
| --------- | --------- | -------- | -------- | -------- |
|           |           |          |          |          |
| 5 punten  | 4 punten  | 3 punten | 2 punten | 1 punt   |
|           |           |          |          |          |

### Punten gegeven door Turkije

#### Finale
Punten gegeven in de finale:
| 12 punten | Joegoslavië         |
| 10 punten | Ierland             |
| 8 punten  | Italië              |
| 7 punten  | Nederland           |
| 6 punten  | Duitsland           |
| 5 punten  | Zwitserland         |
| 4 punten  | België              |
| 3 punten  | Verenigd Koninkrijk |
| 2 punten  | Zweden              |
| 1 punt    | Denemarken          |